# Uri Maklev

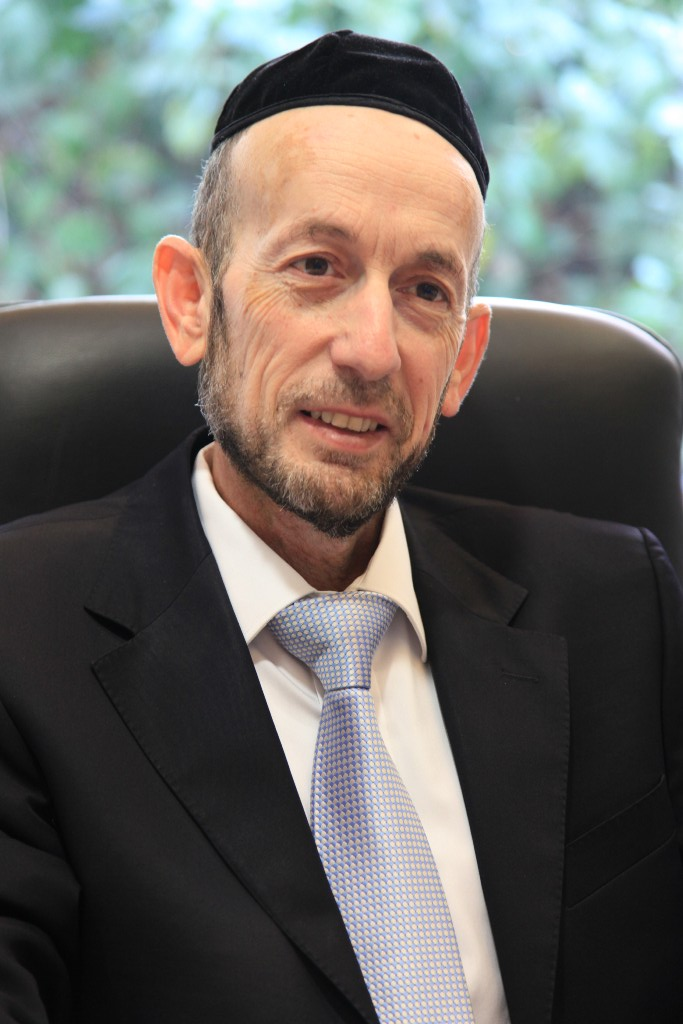
Uri Maklev

Uri Maklev (hebräisch אורי מקלב‎; * 10. Januar 1957 in Bnei Berak) ist ein israelischer Politiker der Partei Degel haTora und der Parteienkoalition Vereinigtes Thora-Judentum.

## Leben
Maklev besuchte die Kol Torah Jeschiwa und Ponivezh Jeschiwa. Er wurde Mitglied des Stadtrates von Jerusalem. Von 1993 bis 2008 war er Stellvertretender Bürgermeister von Jerusalem. 
Maklev ist seit 2008 Abgeordneter in der Knesset. Er ist verheiratet und hat fünf Kinder.